# 小幡三郎
小幡 三郎（おばた さぶろう、生年不明 - 慶応4年9月4日（1868年10月19日））は、新選組隊士。
慶応3年（1867年）頃の入隊とされる。
戊辰戦争勃発直前の同年12月29日、新選組の陣所伏見奉行所を出て同じく伏見の薩摩藩邸へ潜入したが、すぐに鳥羽・伏見の戦いが勃発したため、味方の会津藩が伏見薩摩藩邸を襲撃。小幡はかろうじて脱出して会津藩に同行し、大坂にて新選組と合流。江戸へ敗走する。
その後、山口二郎（斎藤一）ら旧新選組と共に会津戦争に参戦。慶応4年（1868年）9月4日、如来堂で新政府軍の襲撃を受けて戦死した。